# Хюма-султан (дочь Мурада III)
Хюма́-султа́н (тур. Hüma Sultan) или Хюма́шах-султа́н (тур. Hümaşah Sultan) — предполагаемая дочь Мурада III.

## Биография
Неизвестны ни годы жизни, ни имя матери, ни точное имя этой дочери Мурада III.
Османист Энтони Алдерсон называет её «Хюма́» и отмечает, что она была последовательно замужем за Лалой Кара Мустафой-пашой (Соколловичем) (умер в 1580), который ранее был женат на дочери мамлюкского султана Кансуха аль-Гаури, и Нишар Мустафазаде Мехмедом-пашой (умер в 1586). Турецкий историк Недждет Сакаоглу также называет её Хюмой, однако отмечает, что она могла носить имя Хюмашах. Он также пишет, что турецкий историк, музыковед и языковед Гюльтекин Орансай так объясняет путаницу с султаншами по имени Хюма-Хюмашах: если у Мурада III и была дочь по имени Хюма, которая была замужем за умершим в 1580 году Кара Мустафой-пашой, то родилась эта султанша довольно рано — ещё тогда, когда её отец был шехзаде. Но у Мурада в бытность его шехзаде и в первые два года правления в качестве султана была только одна хасеки, Сафие-султан, поэтому Хюма должна быть именно её дочерью. Орансай также допускал, что после смерти первого мужа Хюма вполне могла выйти замуж за Нишара Мустафазаде Мехмеда-пашу, который умер в 1586 году.
Однако в таблице семьи Сулеймана I Кануни Олдерсон указал Нишара Мустафазаде Мехмеда-пашу  мужем правнучки Сулеймана Фатьмы Ханым-султан (умерла в 1588) (дочери Хюмашах-султан); этой же версии придерживался и османский историк Сюрейя Мехмед-бей в своём труде «Реестр Османов», при этом  в числе детей Мурада III он не называл ни Хюму, ни Хюмашах.
Известно, что одна из дочерей Мурада III вышла замуж за Наккаша Хасана-пашу в начале правления Ахмеда I, но ее имя неизвестно. 
Согласно отчетам дипломатов республики Рагуза от 1642 и 1648 года, в эти годы они преподносили дары Хюмашах, как и другим султаншам, то есть она была жива в 1648 году. В 1642 году она упомянута как жена, а в 1648 году - как вдова Хасана-паши. Следующий сохранившийся отчет датирован 1662 годом, в нем Хюмашах не упоминается. 
Недавние исследования подтвердили ее брак с Накашем Хасаном-пашой и показали что она умерла 13 сентября 1659 года.

## В культуре
Хюмашах является одним из ключевых персонажей первого сезона турецкого историко-драматического телесериала «Великолепный век. Империя Кёсем». Здесь Хюмашах является дочерью Мурада III и Сафие-султан. Роль исполнила турецкая актриса Вильдан Атасевер.